# Уговорени брак
Уговорени брак је врста брачне заједнице у којој младу и младожењу првенствено бирају појединци, а не сами пар, посебно чланови породице као што су родитељи. У неким културама, професионални проводаџија се може користити за проналажење супружника за младу особу.
Договорени бракови су историјски били истакнути у многим културама. Ова пракса је и даље уобичајена у многим регионима, посебно на Кавказу, Средњој Азији, Северној Африци, Јужној Азији, Југоисточној Азији, Подсахарској Африци и Југозападној Азији. У многим другим деловима света ова пракса је знатно опала током 19. и 20. века.
Принудне бракови, који се практикују у неким породицама, осуђују Уједињене нације. Посебно се осуђује специфична поткатегорија принудних дечјих бракова. У другим културама људи углавном сами бирају партнера.

## Историја
Уговорени бракови су били норма широм света све до 18. века. Обично су бракове договарали родитељи, баке и деде или други блиски рођаци и пријатељи од поверења. Познати су неки историјски изузеци, као што су обреди удварања и веридбе током ренесансног периода Италије  и Гандхарва Вивах у ведском периоду на индијском потконтиненту.
Брак је у грчко-римској антици био заснован на друштвеној одговорности. Бракове су обично договарали родитељи; повремено су коришћене професионалне проводаџије. Да би брак био легалан, женин отац или старатељ морао је дати дозволу одговарајућем мушкарцу који је могао приуштити да се ожени. Ћерке сирочад обично су биле удате за рођаке. Пар је учествовао у церемонији која је укључивала ритуале као што је скидање вела. Мушкарац је обично био ограничен на само једну жену, иако је могао имати онолико љубавница колико је могао приуштити.
У Кини, уговорени бракови (баобан хунин, 包办婚姻) – који се понекад називају и слепи бракови (мангхун, 盲婚) – били су норма пре средине 20. века. Брак је био преговор и одлука између родитеља и других старијих чланова две породице. Дечаку и девојци је обично речено да се венчају, без права на приговор, чак и ако се никада нису срели до дана венчања.
Уговорени бракови су били норма у Русији пре почетка 20. века, од којих је већина била ендогамна.
Све до прве половине 20. века уговорени бракови су били уобичајени у породицама миграната у Сједињеним Државама. Међу јапанско-америчким имигрантима су их понекад називали и „бракови на слици“ јер су се млада и младожења познавали само кроз размену фотографија пре дана њиховог венчања. Ове бракове међу имигрантима обично су договарали родитељи или блиски рођаци из земље њиховог порекла. Како су се имигранти настанили и стопили у нову културу, уговорени бракови су се прво пребацили на квази договорене бракове где су се родитељи или пријатељи упознали, а пар се упознао пре брака; током времена, бракови међу потомцима ових имиграната прешли су на аутономне бракове вођени индивидуалним избором, изласком и преференцијама удварања, као и повећањем броја бракова изван њихове сопствене етничке групе. Слична историјска динамика се тврди иу другим деловима света.
Уговорени бракови су опали у земљама у којима су присилни бракови били политички забрањени (нпр. Империјална Русија или Јапан) или у просперитетним земљама са већом друштвеном покретљивошћу и растућим индивидуализмом; ипак, уговорени бракови се и даље могу видети у земљама Европе и Северне Америке, међу краљевским породицама, аристократама и мањинским религиозним групама, као што су бракови по размештају међу фундаменталистичким мормонским групама у Сједињеним Државама. У већини других делова света, уговорени бракови настављају у различитом степену и све више у квази договореној форми, заједно са аутономним браковима.

## Извршење
У неким заједницама, посебно у руралним деловима Блиског истока, северне Африке и јужне Азије, жена која одбија да прође кроз уговорени брак, покушава да напусти уговорени брак разводом или је осумњичена за било коју врсту „неморалног „може се сматрати да је понашање осрамотило целу њену породицу. Мушки рођаци могу бити исмевани или малтретирани, а било коме од браће и сестара жене може бити немогуће да ступе у брак. У овим случајевима, убиство жене је начин да породица спроведе институцију уговорених бракова. За разлику од случајева насиља у породици, убиства из части се често врше јавно и често су чланови породице укључени у то дело.

## Поређење
Бракови су у научним студијама категорисани у четири групе: 
- Присилни уговорени брак: родитељи или старатељи бирају, појединци се нити консултују нити имају право гласа пре брака

- Споразумни уговорени брак: родитељи или старатељи бирају, затим се консултују појединци, који разматрају и пристају, а сваки појединац има моћ да одбије; понекад се појединци састају – у породичном окружењу или приватно – пре веридби и венчања, као што је обичај шидух међу православним Јеврејима
- Брак по сопственом избору: појединци бирају, затим се консултују родитељи или старатељи, који разматрају и пристају, и где родитељи или старатељи имају право вета.
- Аутономни брак: појединци бирају, родитељи или старатељи се не консултују нити имају било какво мишљење пре брака

Гери Ли и Лорен Стоун сугеришу да је већина бракова одраслих у новијој модерној историји негде на скали између споразумног договореног и аутономног брака, делом зато што је брак друштвена институција. Слично томе, Броуд и Грин, након проучавања 142 културе широм света, известили су да 130 култура има елементе уговореног брака.
Екстремни примери присилних уговорених бракова примећени су у неким друштвима, посебно у дечјим браковима девојчица млађих од 12 година. Илустрације укључују вани који се тренутно може видети у неким племенским/руралним деловима Пакистана и Шим-пуа бракова на Тајвану пре 1970-их (Тонгианки у Кини).

### Врсте
Постоји много врста уговорених бракова. Неке од њих су:
- Уговорени егзогамни брак: је брак у коме трећа страна проналази и бира младу и младожењу без обзира на њихову друштвену, економску и културну групу.
- Уговорени ендогамни брак: је брак у коме трећа страна проналази и бира младу и младожењу из одређене друштвене, економске и културне групе.
- Крвни брак: је врста уговореног ендогамног брака.[22] То је онај где млада и младожења деле баку и деду или блиског претка. Примери ових укључују бракове првог рођака, бракове ујака и нећаке, бракове другог рођака и тако даље. Најчешћи сроднички бракови су бракови првог рођака, а затим бракови у другом рођаку и ујаку-нећакињи. Између 25 и 40% свих бракова у деловима Саудијске Арабије и Пакистана су бракови првих рођака; док укупан број уговорених бракова у сродству премашује 65 до 80% у различитим регионима Северне Африке и Централне Азије.[23][24]

Млада и младожења у свим горе наведеним врстама уговорених бракова обично имају право на пристанак; ако млада или младожења или обоје немају право на пристанак, то се зове принудни брак. Присилни бракови нису исто што и уговорени бракови; ови присилни аранжмани немају пуну и слободну сагласност обе стране, и ниједна већа светска религија не заговара присилне бракове. Уговорени бракови се обично повезују са религијом; неколико људи у неким религијама практикује овај облик брака, а религија га не промовише.
Према Закону о хиндуистичким браковима из Индије из 1955., бракови без сагласности и бракови у којима је младожења млађи од 21 године или је млада млађа од 18 година забрањени су за хиндуисте, будисте, сикхе и џаинисте.
Уговорени брак без крвног сродства је онај у коме млада и младожења не деле баку и деду или блиског претка. Ова врста уговорених бракова је уобичајена у хиндуистичкој и будистичкој јужној Азији, југоисточној Азији, источној Азији и хришћанској Латинској Америци и подсахарској Африци. Крвни бракови су против закона у многим деловима Сједињених Држава и Европе.  У Уједињеном Краљевству бракови ујака и нећаке сматрају се родоскрнављеним и незаконити су, али бракови рођака нису забрањени, иако је било позива да се забрани бракови првих рођака због здравствених проблема. Док су сроднички уговорени бракови уобичајени и културолошки преферирани у неким исламским земљама и међу мигрантима из муслиманских земаља у друге делове света, они су културолошки забрањени или се сматрају непожељним у већини хришћанских, хиндуистичких и будистичких друштава. Крвни уговорени бракови били су уобичајени у јеврејским заједницама пре 20. века, али су у модерним временима опали на мање од 10%.

## Принудни или уговорени бракови
Присилни бракови и уговорени бракови су различите праксе које преовладавају у различитим културама, а сваку карактеришу јединствени принципи и импликације. Присилни брак подразумева принуду, где су једна или обе стране присиљене на брак против своје воље, често путем емоционалне манипулације, претњи или физичког насиља. Ова пракса занемарује индивидуалну аутономију и пристанак, што доводи до дубоког емоционалног стреса и кршења људских права. Насупрот томе, уговорени брак укључује породичну или друштвену интервенцију у избору супружника за једну или обе особе на основу културних, верских или друштвених разлога. Међутим, пристанак укључених појединаца остаје најважнији у уговореним браковима, што их разликује од присилних заједница. Уговорени бракови могу укључивати допринос будућих супружника, омогућавајући им одређени степен агенције у процесу, иако у оквиру породичних или друштвених очекивања. Дакле, док и присилни и уговорени бракови укључују спољне утицаје на избор партнера, суштински диспаритет лежи у присуству или одсуству пристанка, наглашавајући етичке и моралне импликације својствене свакој пракси. У једном новинском чланку, професор Бернс, директор Аустралијске организације против ропства, наводи: „Договорени бракови се широко практикују у Аустралији, и има много људи који су се венчали након што их је представио члан породице или члан заједнице – али на крају, пар одлучује да ли жели да се венча. Присилни брак је супротно. Не постоји потпуна и бесплатна сагласност.” (Касис, 2023). На крају крајева, критична разлика између присилних и уговорених бракова лежи у присуству или одсуству пристанка. Присилни брак представља кршење индивидуалне аутономије и људских права, које карактерише принуда и недостатак сагласности. Насупрот томе, уговорени брак, када се води етички и уз поштовање слободе појединаца који су укључени, може понудити пут ка заједници који је у складу са културним и породичним вредностима, а истовремено поштује важност пристанка и личног избора.

### Договорено склапање брака у Индији
За проводаџије, које се традиционално зову наиан, у Индији је уобичајено да буду породични пријатељ или даљи рођак. Неки људи, међутим, не воле да користе проводаџију. Као што је изјавила Сантана Флениген, „Неке породице са децом у доби за брак можда би радије не приступиле могућим мечевима са предлогом за брак јер би комуникација између породица могла да се поквари и може довести до случајног непоштовања између две породице“. Ова особа је неутрална проводаџија када породице покушавају да планирају уговорени брак. Наиан обично има две улоге: једну је као брачни извиђач, а другу као преговарач. Као брачни извиђач, проводаџија излази у заједницу и покушава да пронађе потенцијалног партнера за особу која жели да се венча. Као преговарач, проводаџија разговара са различитим породицама и покушава да дође до заједничке тачке гледишта о потенцијалном уговореном браку између две породице. Током овог процеса, проводаџија узима у обзир неколико различитих разматрања укључујући, али не ограничавајући се на породично порекло, финансијски статус и породичну репутацију. Када најан пронађе пар, ступиће у контакт са породицама и почети да договарају комуникацију између будућег пара. Комуникација почиње стриктно од проводаџија до двоје људи и њихових породица. На крају, породице ће почети да комуницирају једна са другом, а истовремено ће омогућити новом пару да комуницира једни са другима. Након што су породице разговарале о браку и направиле планове за венчање, проводаџије се враћају да помогну у процесу венчања. Помоћ коју нуди наиан може доћи у облику накита или венчања. Уобичајено, проводаџија не прима никакву плату за посао који су обавили, али ће често добијати поклоне од породица новог пара.

## Узроци и распрострањеност
Током људске историје кроз савремено доба, пракса уговорених бракова подстицана је комбинацијом фактора, као што су пракса дечјих бракова, касни брак, традиција, култура, религија, сиромаштво и ограниченост избора, инвалидитет, питања богатства и наслеђа, политика, друштвени и етнички сукоби.

### Дечји брак
Дечји брак не припрема нити пружа појединцу много могућности да направи информисан, слободан избор о браку. Они су имплицитно уговорени бракови. У руралним областима источне Азије, подсахарске Африке, јужне Азије и Латинске Америке, сиромаштво и недостатак опција, као што је могућност похађања школе, оставља мали избор деци осим да буду у раним уговореним браковима. Дечји бракови се првенствено виде у областима сиромаштва. Родитељи склапају дечје бракове како би осигурали финансијску сигурност свог детета и ојачали друштвене везе. Они верују да нуди заштиту и смањује економски терет ћерке на породицу због тога колико је скупо хранити, одевати и (опционо) школовати девојчицу. Удајом ћерке у добру породицу, родитељи побољшавају свој друштвени статус успостављајући међусобну друштвену везу.
Према Ворнеру, у земљама са високом стопом дечјих бракова, брак девојке скоро увек договарају њени родитељи или старатељи. Земље са највишим стопама уговорених дечјих бракова су: Нигер, Чад, Мали, Бангладеш, Гвинеја, Централноафричка Република, Авганистан, Јемен, Индија и Пакистан. Договорени дечји бракови се такође примећују у деловима Америке.

### Сиромаштво
У осиромашеним заједницама, свака одрасла уста која треба да се нахране постају стални терет. У многим од ових култура, жене имају потешкоћа да нађу посао који се исплати (или им је то једноставно забрањено), а њихове ћерке постају највећи терет за породицу. Неки научници тврде да уређење брака ћерке постаје неопходно средство за смањење овог терета. Сиромаштво, које произилази из лоших одлука, је стога посљедични покретач уговореног брака.
Ову теорију подржава уочени брзи пад уговорених бракова у брзо растућим економијама Азије. Финансијска бенефиција коју родитељи добијају од својих радних самохраних ћерки наведена је као разлог њиховог све већег оклевања да виде своје ћерке да се удају у прераном добу.

### Касни брак
Касни брак, посебно за људе старије од 30 година, смањује број жена које су на располагању за аутономне бракове. Упознавање и уговорени бракови постају продуктивна опција.
На пример, делом због економског просперитета, око 40% модерних Јапанки доживи 29 година и никада нису биле удате. Да би се помогло касним браковима, поново се појављује традиционални обичај договорених бракова који се зове миаи-кекон . Укључује будуће младе и младожења, породицу, пријатеље и проводаџију (накодо, 仲人); пар се бира процесом са укљученим појединцима и породицом (јегара, 家柄). Обично се пар састаје три пута, јавно или приватно, пре него што одлучи да ли жели да се вери.

### Ограничени избори
Мигрантске мањинске етничке популације имају ограничен избор партнера, посебно када су стереотипни, сегрегирани или избегавани од стране већинског становништва. Ово подстиче хомогамију и уговорене бракове унутар етничке групе. Примери ове динамике укључују бракове Сика између 1910. и 1980. у Канади, уговорене бракове међу хасидским Јеврејима, и уговорене бракове међу јапанско-америчким имигрантима пре 1960-их, који би путовали назад у Јапан да се венчају са супругом. уредила породица, а затим се вратила у браку. У другим случајевима, девојка из Јапана би стигла у Сједињене Државе као слика невесте, унапред договорена да се по доласку уда за Американца Јапанца, којег никада није упознала.

### Обичаји
Уговорени брак може бити последица одређених обичаја. На пример, у руралним и племенским деловима Пакистана и Авганистана, спорове, неизмирене дугове и злочине као што је убиство решава веће сеоских старешина, које се зове џирга. Типична казна за злочин који су починили мушкарци подразумева да се од породице криве захтева да своје девојке између 5 и 12 година удају за другу породицу. За овај обичај није потребна сагласност девојке, па чак ни њених родитеља. Такви уговорени дечји бракови називају се вани, свара и сак на различитим регионалним језицима Пакистана.
Још један обичај у одређеним исламским нацијама,  као што је Пакистан, је вата сата, где се пар брата и сестре из једне породице мења као супружници за пар брата и сестре у другој породици. Другим речима, жена је уједно и снаја за мушкарце у две породице. Овај обичај инхерентно води ка уговореном облику брака. Око 30% свих бракова у западним руралним регионима Пакистана склопљени су по обичајима вата-сата бракова, а 75% ових муслиманских бракова је између рођака и других крвних сродника. Неке имигрантске породице преферирају уобичајену праксу уговореног брака.

### Политика
Уговорени бракови међу феудалима, градским државама и краљевствима, као средство за успостављање политичких савеза, трговине и мира били су уобичајени у људској историји. Када је краљ оженио свог сина ћерком суседне државе, то је указивало на савез међу једнакима и сигнализирало државну супериорност прве. На пример, четврта ћерка Марије Терезије, надвојвоткиње Аустрије и краљице Мађарске, Марија Антоанета, удала се за дофина (престолонаследника) Француске, који ће постати краљ Луј XVI.
Политика унутар уговорених бракова може се манифестовати кроз преговоре и управљање породичним, друштвеним и културним очекивањима која окружују заједницу. У многим културама у којима преовлађују уговорени бракови, фактори попут породичног статуса, богатства, друштвених веза, па чак и политичких савеза могу утицати на избор супружника. Процес доношења одлука често укључује директно укључене појединце и њихове породице, које могу настојати да ускладе брак са својим интересима и тежњама. С друге стране, чланак у The Wire-у каже: „С друге стране, финансијски аспект је новији додатак који подразумева професионалне амбиције девојке и способност зараде. То је зато што већи број индијских жена стиче професионалне дипломе и касније се запошљава. Што је још важније, због пораста животног стандарда просечног индијског пара средње класе који је постало неопходно за оба супружника да зарађују. Међутим, реч опреза приликом обиласка заједнице младожења је да је амбиција у комбинацији са финансијском независношћу смртоносна комбинација; стога је од суштинског значаја да се то угњечи у корену.” (Дуп, 2018). Поред тога, политички фактори изван сфере уже породице, као што су динамика заједнице или шире друштвене норме, могу даље да обликују параметре уговорених бракова. Сходно томе, моћ, утицај и динамика преговора унутар уговорених бракова могу одражавати сложене интеракције између личних жеља, породичних очекивања и спољних притисака, наглашавајући замршен однос између брака и политике у различитим културним контекстима. Штавише, уговорени бракови могу се укрштати са политичким идеологијама, посебно у контекстима где се културне традиције укрштају са државним политикама. У друштвима у којима су уговорени бракови дубоко укорењени, владе могу настојати да регулишу или промовишу такве заједнице као средство за очување културног идентитета или друштвене кохезије. Насупрот томе, покрети који се залажу за права појединца и аутономију могу оспорити праксу уговорених бракова, уоквирујући је као повреду личне слободе и слободе избора. Међусобна игра између политичких идеологија, државних интервенција и културних пракси може дубоко обликовати динамику уговорених бракова, утичући на све, од процеса селекције до динамике моћи у брачном односу. У суштини, политика унутар уговорених бракова обухвата вишеструку интеракцију личних, породичних, друштвених и геополитичких фактора, обликујући динамику и исходе ових заједница на сложен начин. Разумевање политичких димензија уговорених бракова захтева уважавање ширих друштвених, културних и историјских контекста у којима се они јављају, наглашавајући замршене међусобне везе између брака, моћи и политике.

## Примери из данашњег света
У Јапану је многима веома тешко пронаћи потенцијалног будућег супружника, па им родитељи уговоре брак. Повремено, агенција за склапање провода под називом „Асоцијација родитеља информација о предлогу за брак“ организује догађај за младе људе у Јапану који траже своје будуће супружнике. Овај догађај кошта родитеље ових младих одраслих 14.000 јена или 96 долара за присуство, што је скупо. С обзиром на то да су станови тако скупи, економија са ниским примањима и захтевна култура рада која се противи људима у Јапану, све мање Јапанаца жели да се венча и има децу. (Лау и Фукутоме, 2023). Економски притисци, заједно са друштвеним променама ка индивидуализму и животним стиловима фокусираним на каријеру, довели су до пада интересовања за брак и подизање деце међу млађом генерацијом у Јапану. Неки родитељи су уплашени помисли да плаћају својој деци да присуствују овим догађајима како би били сигурни да могу да се удају за грађанина више класе како би имали бољи брак и заједнички живот. Ови родитељи желе оно што је најбоље за своју децу, и ако то значи да морају да им организују брак, нека буде тако. Уговорени бракови су и даље веома чести у многим деловима света, укључујући Јапан. Иако је пракса значајно еволуирала током времена, удаљавајући се од стриктно породичних аранжмана ка опуштенијем начину међусобног упознавања и међусобног пристанка, њено присуство у савременом друштву се наставља. Модерни уговорени бракови често укључују елементе личног избора и слободе са могућностима интеракције, забављања и изградње односа пре него што се посвете браку. Договорени бракови се дешавају у целом свету сваки дан, и још увек су веома распрострањени у друштву, признавали ми то или не. Иако су се уговорени бракови драматично променили током година, они и даље постоје и прешли су дуг пут.

### Питања богатства и наслеђа
Током већег дела људске историје, брак је био друштвена институција која је производила децу и организовала наслеђивање имовине са генерације на генерацију. Различите културе, посебно неке богате краљевске и аристократске породице, уговарале су бракове делимично да би сачувале или поједноставиле наслеђе свог богатства.
Тонгиангки, такође познат као Шим-пуа брак на тајванском – буквално дете или мала снаја – био је традиција уговореног брака, у којем би сиромашна породица уговарала и удавала ћерку у младјој младости у богатију породицу као слуга. Девојчица је обезбеђивала ропски бесплатан рад, а такође и снаха сину усвојитељске породице. Овакав уговорени брак, у теорији, омогућио је девојци да избегне сиромаштво, а богатој породици да добије бесплатну радну снагу и снају. Заозуји је био сродан обичај по којем би богата породица која нема наследника уговорила брак дечака из друге породице. Дечак би се преселио у имућну породицу, преузео презиме нове породице и оженио породичну ћерку. Такви уговорени бракови помогли су у одржавању наследних крвних лоза. Слични матрилокални уговорени бракови ради очувања богатства били су уобичајени у Кореји, Јапану и другим деловима света.

### Мираз у Индији
Мираз је дар новца, имовине или вредних ствари које младожењу поклања породица невесте након удаје. Као што је изјавила Сантана Флениген, „Мираз је првобитно почео као 'љубавни' дар након бракова појединаца из виших каста, али током средњовековног периода захтеви за миразом постали су претходница за брак. Систем мираза, осим што је сексистички, има и друге негативне споредне ефекте. У многим случајевима, породице жена не могу себи приуштити да дају мираз за своје ћерке. Ово може довести до тога да се ћерка не уда, што заузврат, у тешким случајевима, може довести до самоубиства или депресије. Када породица не може да приушти мираз за своје ћерке, то такође може учинити да се ћерка осећа као финансијски терет за породицу. Као резултат ових негативних нуспојава, донет је закон 1961. године. Овај закон је назван Законом о забрани мираза из 1961. године и усвојен је у Индији. Законом из 1961. било је забрањено да породица тражи, даје или узима мираз, а ако буду ухваћени, могу бити кажњени законом. Међутим, овај акт има неке лабаве чворове у погледу својих правила. Наводи се да је пару дозвољено да добије свадбени поклон у виду новца, одеће или других ствари које се не рачунају као мираз. Такође се наводи да ако породица одлучи да да мираз, то не поништава брак и неће се решавати никаква правна питања осим ако их не ухвате. Дакле, давање мираза је незаконито по закону, али многи људи и даље проналазе начине да га дају. Пронашли су ове начине тако што су пронашли рупе у Закону о забрани мираза из 1961. На пример, породица ће пару поклонити велике суме новца као поклон за венчање, овај новац некима се може сматрати миразом, а пошто је давање новца као свадбени поклон дозвољено, то се може сматрати пропустом. Према Lodhia at Britannica, „1984... промењено је да прецизира да су поклони дати невести или младожењи у време венчања дозвољени.“  Ова исправка Закона о забрани мираза из 1961. учинила је ствари конкретнијим. Исправке су довеле до тога да када су брачни пар добијали свадбене поклоне морали су да документују поклон, ко им га је дао, однос особе према пару и колико је поклон вредан. Ово је олакшало праћење да ли је пар примио мираз у односу на поклон за венчање. Након 1984. године направљено је још више додатака. У индијском кривичном закону направљене су модификације како би се помогло женама жртвама насиља у вези са миразом. Насиље у вези са миразом је када младожењина породица захтева мираз од невестине породице пре, за време или после брака. Ови акти насиља погађају само жене у браку и често могу бити веома брутални. Према заговорницима људских права, „Најчешћи облици насиља у вези са миразом су физичко насиље, силовање у браку, напади киселином и спаљивање жене (где је жена прекривена керозином или неким другим убрзивачем и намерно запаљена). ” Ови насилни напади су резултат тога што млада породица није желела или није могла да плати мираз који је тражила младожењина породица.

### Богаство невесте
У многим културама, посебно у деловима Африке и на Блиском истоку, ћерке су вредне на тржишту брака јер младожења и његова породица морају да плате готовину или имовину за право да се венчају са ћерком. Ово се назива „богатство невесте“ или разним називима као што су Лобола и Ношење вина. Богатство невесте обично чува породица невесте, након удаје, и представља извор прихода за сиромашне породице. Брат(браћа), отац и мушки рођаци невесте обично су веома заинтересовани да уговоре њен брак са мушкарцем који је спреман да плати највише богатства у замену за право да се венча са њом.

### Религија
Неке верске деноминације признају бракове само унутар вере. Од највећих светских религија, ислам забрањује удају девојака побожног родитеља за мушкарца који не припада тој вери. Другим речима, ислам забрањује брак муслиманских девојака са мушкарцима немуслиманима, а верска казна за оне који се венчају напољу може бити оштра. Ово је један од мотива уговорених бракова у популацији исламских мањина у Европи.
Пошто је религија важна у хиндуистичкој заједници, родитељи често проналазе супружнике који имају исту религију за своју децу. Када се двоје људи различитих религија заљубе, један мора да пређе у веру другог, напустивши своју. Друштвено је неприхватљиво да се људи склапају мешовитим браковима, због чега ће родитељи који уговарају брак својој деци побринути се да се удају за некога из исте вере. Хиндуси фаворизују верску сегрегацију, тако да многи од њих не одржавају пријатељства са онима из других религија. Студија показује да 45% Хиндуса има само пријатеље који имају исту религију као они, а 13% има пријатеље различитих религија. Ово обучава децу да само желе да буду у близини оних који припадају истој религији јер мешање верских пријатељстава и бракова није превише уобичајено. Штавише, људи се морају венчати унутар свог кастинског система и већина има специфичну врсту религије. Томе се уче од малих ногу и то се сматра једним од најважнијих правила. Када се догоди љубав ван нечије касте, родитељи понекад прете да ће убити љубавника. Страх породице од мишљења јавности је још један разлог зашто родитељи забрањују својој деци да се венчају ван своје касте. Најнижи, познати као недодирљиви, сматрају се нечистима и не смеју ни да прођу поред некога из више касте због страха да ће их оскврнити.

## Контроверзе
О уговореним браковима се активно расправља међу научницима, јер многи постављају питање да ли се уговорени бракови користе за злоупотребу међународног имиграционог система. Уговорени бракови се такође могу посматрати као инхерентно кршење људских права – посебно права жена. Научници се често питају да ли су уговорени бракови стабилнији и погоднији за подизање деце, и питају се да ли брачни пар још увек може да доживи везу пуне љубави и поштовања.

### Лажни бракови
У Уједињеном Краљевству, јавна расправа  довела је у питање да ли се склапају међународни уговорени бракови без намере пара да живе заједно. Они сумњају да се неки уговорени бракови рађају из намере да се поклони боравак и европско држављанство имигрантима којима би иначе била ускраћена виза за улазак у земљу. Ови страхови су додатно подстакнути уоченим разводима када се испуни захтев за минимални период боравка у браку. Посланица Ен Крајер је навела примере таквог злостављања од стране западноазијских муслиманских породица у свом поднеску Доњем дому Велике Британије. Сједињене Државе су виделе сличну контроверзу са лажним уговореним браковима.

### Људска права
Различите међународне организације, укључујући УНИЦЕФ, водиле су кампању за законе којима се забрањују уговорени бракови деце, као и принудни бракови. Чланови 15. и 16. Конвенције о елиминацији свих облика дискриминације жена (ЦЕДАВ) посебно покривају закон о браку и породици, који подржава такву забрану.
Уговорени бракови су ствар дебате и несугласица. Активисти, као што је Шарлот Банч, сугеришу да бракови које су склопили родитељи и други чланови породице обично претпостављају хетеросексуалне преференције и укључују емоционални притисак; ово неке појединце тера на бракове на које пристају под принудом. Банч предлаже да сви бракови буду аутономни.
Насупрот томе, спречавање уговорених бракова може наштетити многим појединцима који желе да се венчају и могу имати користи од учешћа родитеља у проналажењу и избору брачног друга. На пример, Вилоби сугерише  да уговорени бракови функционишу јер уклањају анксиозност из процеса проналажења супружника. Родитељи, породице и пријатељи пружају независну перспективу када учествују у учењу и евалуацији историје и понашања друге особе, као и међусобне компатибилности пара. Вилоби даље сугерише да родитељи и чланови породице дају више од доприноса у процесу скрининга и селекције; често пружају финансијску подршку за венчање, становање, емоционалну подршку и друге вредне ресурсе за пар док се крећу у брачном животу, попут бриге о деци.
Мајкл Розенфелд тврди да су разлике између аутономних бракова и уговорених бракова емпиријски мале; многи људи се састају, забављају и бирају да ступе у брак или кохабитирају са онима који су слични по поријеклу, годинама, интересима и друштвеној класи којој се осјећају најсличнији - фактори скрининга које би већина родитеља ионако користила за њих. Под претпоставком да је скуп из којег се проверавају и бирају парови велики, Розенфелд сугерише да разлике између два приступа браку нису тако велике као што неки замишљају. Други су изразили осећања слична Розенфелду.

### Закони у Сједињеним Америчким Државама
Сједињене Америчке Државе имају неке врло чисте и конкретне закони о уговореним и принудним браковима. Према Служби за држављанство и имиграцију Сједињених Америчких Држава, „присилни брак се може десити појединцима било које расе, етничке припадности, религије, пола, пола, старости, имиграционог статуса или националног порекла. То се може десити појединцима из било ког економског или образовног порекла." Ово се обично дешава због верских, културних или друштвених разлога. У већини случајева, породице обе стране сматрају да би двоје људи требало да се венчају из много различитих разлога, али учесници који ће се венчати не желе да ступе у брак У Сједињеним Државама, принудни бракови уопште нису дозвољени и могу бити основ за кривично гоњење према Служби за држављанство и имиграцију Сједињених Држава, „...у свим америчким државама људи који приморавају некога. брак може бити оптужен за кршење државних закона, укључујући оне против насиља у породици, злостављања деце, силовања, напада, киднаповања, претњи насиљем, ухођења или принуде."  У уговореном браку, породице појединаца помажу у избору брачног партнера, али генерално никоме неће присиљавати брак ако не желе да ступе у брак. Улога чланова породице и њихов степен укључености се стога често користи за разликовање уговореног брака од принудног брака. За присилне бракове, породица игра улогу у избору особе за коју ће се особа удати, а учесник нема никакву агенцију по том питању. Влада Сједињених Држава је против присилног брака и види га као кршење људских права.

### Стабилност
Стопе развода су порасле у Европској унији и Сједињеним Државама са повећањем стопе аутономних бракова. Најниже стопе развода у свету су у културама са високом стопом уговорених бракова, као што су амишка култура у Сједињеним Америчким Државама (1%),  индијски хиндуси (3%), и ултра-ортодоксни Јевреји из Израел (7%).  Према студији Статистиц Браин из 2012. године, 53,25% бракова је уговорено широм света. Глобална стопа развода уговорених бракова износила је 6,3%, што би могло бити показатељ успешности уговорених бракова.  Ово је навело научнике да се запитају да ли су уговорени бракови стабилнији од аутономних бракова и да ли је та стабилност важна. Други сугеришу да ниска стопа развода можда не одражава стабилност, већ да уместо тога илуструје тешкоће процеса развода. Штавише, појединци могу доживети друштвени остракизам након развода, што их наводи да одлуче да живе у нефункционалном браку радије него да се суоче са последицама развода. Такође, доведена је у питање перцепција високе стопе развода која се приписује самосклопљеним браковима у Сједињеним Америчким Државама.

### Љубав и поштовање у уређеном насупрот аутономном брачном животу
Спроведена су различита истраживања малих узорака да би се утврдило да ли уговорени бракови или аутономни бракови имају задовољавајући брачни живот. Резултати су различити – неки наводе да је задовољство браком веће у аутономним браковима, док други не налазе значајне разлике. Џонсон и Бакан су довели у питање мали узорак и закључке који су из њих произашли.
Научници  питају да ли је љубав и поштовање у брачном животу већи у уговореним браковима него у аутономним браковима. Епстин сугерише да се у многим уговореним браковима љубав јавља током времена. Ни аутономни ни уговорени бракови не дају никакве гаранције. Многи уговорени бракови такође на крају постају хладни и нефункционални, уз извештаје о злостављању.
У неким културама где су уговорени бракови уобичајени, постоји већа неједнакост између мушкараца и жена. Неки верују да би они у уговореним браковима могли да имају више задовољавајућу заједницу, јер имају реална очекивања и нису замагљени емоцијама када улазе у брак; други верују да аранжман може довести до несреће и незадовољства у браку. Иако људи који су у аутономним браковима могу посматрати уговорене бракове као присилне, резултати су показали да многи људи ступају у уговорене бракове својом вољом. Према једној студији, стопа развода била је 4% за уговорене бракове, док се у САД 40% аутономних бракова завршило разводом. Било је и питања о сексуалном задовољењу; у Јапану је пријављено да су мушкарци у уговореним браковима сексуално задовољнији, док су у аутономним браковима партнери доживљавали приближно исту количину задовољства. У Индији се показало да постоји једнака количина саосећајне љубави између уговорених бракова и аутономних бракова.